# 1805

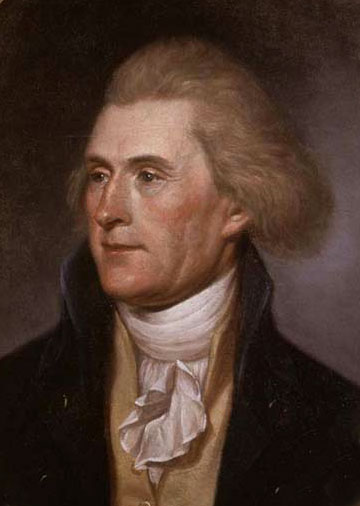
Thomas Jefferson.

Năm 1805 (MDCCCV) là một năm thường bắt đầu vào thứ Ba theo lịch Gregory (hay một năm thường bắt đầu vào Chủ Nhật, chậm hơn 12 ngày theo lịch Julius).
Theo âm dương lịch Việt Nam, năm 1805 có đa số các ngày trùng với năm âm lịch Ất Hợi.

## Sự kiện

### Tháng 1 - tháng 3
- 11 tháng 1 - Michigan Territory được thành lập.
- 15 tháng 2 - Harmony Society chính thức thành lập.
- 25 tháng 4-Thành Cửa Bắc nổ ra chiến tranh.
- 1 tháng 3 - Thẩm phán Samuel Chase được tuyên trắng án, không bị Thượng viện Mỹ luận tội.
- 4 tháng 3 - Thomas Jefferson tuyên thệ nhậm chức Tổng thống Hoa Kỳ nhiệm kỳ thứ 2.

## Sinh
- Hans Christian Andersen
- Johann Peter Gustav Lejeune Dirichlet
- Phạm Văn Nghị
- Alexis de Tocqueville
- William Rowan Hamilton

## Mất
- Horatio Nelson
- Friedrich Schiller